# Sredeț
Sredeț (în bulgară Средец) este un oraș în comuna Sredeț, regiunea Burgas,  Bulgaria.  În timpul dominației otomane a purtat numele de Karabunar iar între 1960 și 1992 s-a numit Grudovo.

## Demografie
Componența etnică a orașului Sredeț
     Turci (1,09%)
     Bulgari (74,04%)
     Romi (17,17%)
     Nicio identificare (7,51%)
     Altele (0,17%)
La recensământul din 2011, populația orașului Sredeț era de 9.065 locuitori. Din punct de vedere etnic, majoritatea locuitorilor (74,04%) erau bulgari, existând și minorități de romi (17,17%) și turci (1,09%). Pentru 7,51% din locuitori nu este cunoscută apartenența etnică.